# Лімерик (місто)
Лімерик (англ. Limerick; ірл. Luimneach, Ли́мнях) — місто в Ірландії, що розташоване на межі графства Лімерик (провінція Манстер) та Клер. Важливий торговий та адміністративний центр. Четверте за чисельністю мешканців місто Ірландії (приблизно 90 000 жителів). У місті діє Лімерикський університет, у якому навчається близько 17 000 студентів.

## Клімат
Місто знаходиться у зоні, котра характеризується морським кліматом. Найтепліший місяць — липень із середньою температурою 16.1 °C (61 °F). Найхолодніший місяць — січень, із середньою температурою 5 °С (41 °F).
| Клімат Лімерика         | Клімат Лімерика | Клімат Лімерика | Клімат Лімерика | Клімат Лімерика | Клімат Лімерика | Клімат Лімерика | Клімат Лімерика | Клімат Лімерика | Клімат Лімерика | Клімат Лімерика | Клімат Лімерика | Клімат Лімерика | Клімат Лімерика |
| Показник                | Січ.            | Лют.            | Бер.            | Квіт.           | Трав.           | Черв.           | Лип.            | Серп.           | Вер.            | Жовт.           | Лист.           | Груд.           | Рік             |
| Середній максимум, °C   | 7,8             | 8,3             | 10,6            | 12,8            | 15,6            | 17,8            | 20              | 19,4            | 17,2            | 13,9            | 10,6            | 8,9             | 13,6            |
| Середня температура, °C | 5               | 5,6             | 7,2             | 8,3             | 11,1            | 13,9            | 16,1            | 15,6            | 13,9            | 11,1            | 7,8             | 6,7             | 10,2            |
| Середній мінімум, °C    | 2,8             | 2,8             | 3,9             | 4,4             | 6,7             | 9,4             | 11,7            | 11,7            | 10              | 7,8             | 5               | 3,9             | 6,7             |
| Норма опадів, мм        | 77              | 70              | 70              | 45              | 52              | 63              | 47              | 79              | 64              | 88              | 73              | 81              | 809             |
| Днів з опадами          | 6               | 7               | 5               | 10              | 10              | 7               | 9               | 7               | 8               | 5               | 8               | 7               | 89              |
| ----------------------- | --------------- | --------------- | --------------- | --------------- | --------------- | --------------- | --------------- | --------------- | --------------- | --------------- | --------------- | --------------- | --------------- |
| Джерело: Weatherbase    |                 |                 |                 |                 |                 |                 |                 |                 |                 |                 |                 |                 |                 |

## Історія
Перші поселення на місці сучасного Лімерика виникли ще 3 тис. років тому. V століття в цьому районі було побудовано декілька монастирських комплексів. IX століття сюди прийшли вікінги, і в 812 році заснували колонію, яка згодом стала містом Лімерик. Через своє вигідне стратегічне положення на річці Шеннон, при нормандських феодалах місто процвітало.
Після бою на р. Бойн, залишки армії якобітів сховалися в Лімерику, який вважався неприступним. Тодішня облога увійшла в ірландський фольклор, як героїчна поразка, скріплена в 1691 році Лімерикською угодою (Treaty of Limerick).
У другій половині XIX століття місто знаходиться в економічній кризі, але вже до початку XX століття відродилося, ставши одним з найбільших залізничних вузлів Ірландії.
9 квітня 1919 року місто було оголошено військовою зоною. Профспілки Лімерика оголосили страйк проти англійського мілітаризму. У результаті страйкарі захопили владу і з 15 - 27 квітня 1919 р. місто було столицею робітничої республіки.

## Економіка
Основним підприємством в місті була фабрика з виробництва комп'ютерів компанії Dell, що закрилася в 2009 році 
Також в місті розвинені харчова і швейна промисловість. Особливо цінуються знамениті лімерикські мережива.
Місцева залізнична станція була відкрита 28 серпня 1858 року, замінивши попередню станцію, відкриту 9 травня 1848, що знаходилася за півкілометра на схід,.

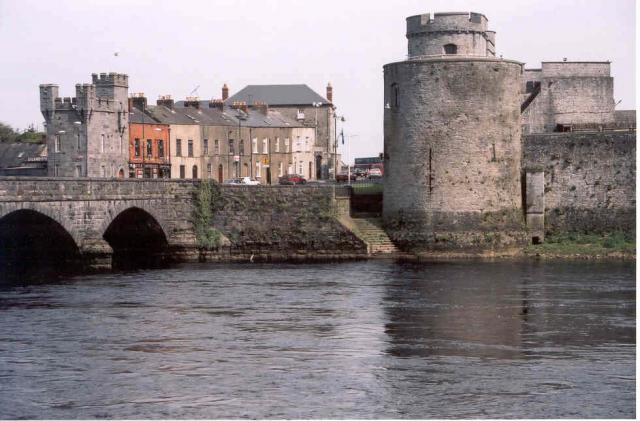
Замок короля (Джона Безземельного).

## Культура
- Музей Гант
- Музей Лімерика
- Замок Короля Йоанна

Ім'я міста, очевидно, дало назву лімерикам — жартівливим віршам з п'яти рядків. За однією з численних версій, це сталося завдяки звичаю придумувати і співати на вечірках жартівливі пісеньки, приспівом яких була фраза «Will you come up to Limerick?» («Ви приїдете до Лімерика?»)

## Освіта
- Лімерикський університет,

## Релігія
У місті діє два собори: англіканський Собор Святої Діви Марії та католицький Собор Святого Йоанна.

## Демографія
Населення — 90 757 чоловік (за переписом 2006 року). У 2002 році населення становило 86 998 осіб. При цьому, населення у міській межі (legal area) було 52 539, населення передмість (environs) — 38 218.

## Міста-побратими
- Польща Старогард-Гданський, Польща
- США Спокан, США
- Франція Кемпер, Франція
- США Лімерик (Тауншип, Пенсильванія), США
- США Нью-Брансвік (Нью-Джерсі), США

## Відомі особистості
В поселенні народився:
- Корнеліус О'Лірі (1927—2006) — ірландський історик і політолог
- Річард Гарріс (1930—2002) — ірландський актор і музикант.